# Madera Acres
Madera Acres és una concentració de població designada pel cens dels Estats Units a l'estat de Califòrnia. Segons el cens del 2000 tenia 7.741 habitants.

## Demografia
Segons el cens del 2000, Madera Acres tenia 7.741 habitants, 2.122 habitatges, i 1.894 famílies. La densitat de població era de 393,3 habitants/km².
Dels 2.122 habitatges en un 50,6% hi vivien nens de menys de 18 anys, en un 73,5% hi vivien parelles casades, en un 10,1% dones solteres, i en un 10,7% no eren unitats familiars. En el 7,8% dels habitatges hi vivien persones soles el 2,7% de les quals corresponia a persones de 65 anys o més que vivien soles. El nombre mitjà de persones vivint en cada habitatge era de 3,62 i el nombre mitjà de persones que vivien en cada família era de 3,76.
Per edats la població es repartia de la següent manera: un 34,7% tenia menys de 18 anys, un 9,7% entre 18 i 24, un 27,3% entre 25 i 44, un 21,9% de 45 a 60 i un 6,4% 65 anys o més.
L'edat mitjana era de 30 anys. Per cada 100 dones de 18 o més anys hi havia 102,7 homes.
La renda mitjana per habitatge era de 45.438 $ i la renda mitjana per família de 45.633 $. Els homes tenien una renda mitjana de 34.731 $ mentre que les dones 22.734 $. La renda per capita de la població era de 15.003 $. Entorn del 7,4% de les famílies i el 10,4% de la població estaven per davall del llindar de pobresa.

## Poblacions més properes
El següent diagrama mostra les poblacions més properes.